# می روژ (لوئیزیانا)
می روژ (به انگلیسی: Mer Rouge) شهری در ایالت لوئیزیانا کشور ایالات متحده آمریکا است که جمعیت آن در سرشماری سال ۲۰۱۰ میلادی، ۶۲۸ نفر بوده‌است.